# Den förtrollade stenen
Den förtrollade stenen (engelska: The Weirdstone of Brisingamen) är en brittisk barnbok från 1960, skriven av författaren Alan Garner, hans debutbok. Den svenska översättningen kom 1974 och gjordes av Karin Strandberg på Berghs förlag. Handlingen utspelar sig för det mesta i orten Alderley Edge i Cheshire och kretsar kring syskonen Colin och Susan som får i uppgift att överlämna det magiska halsbandet Brisingamen till trollkarlen Cadellin. Boken följdes av två uppföljare, The Moon of Gomrath (1963) och Boneland (2012), som enbart finns på engelska.

## Tillkomst

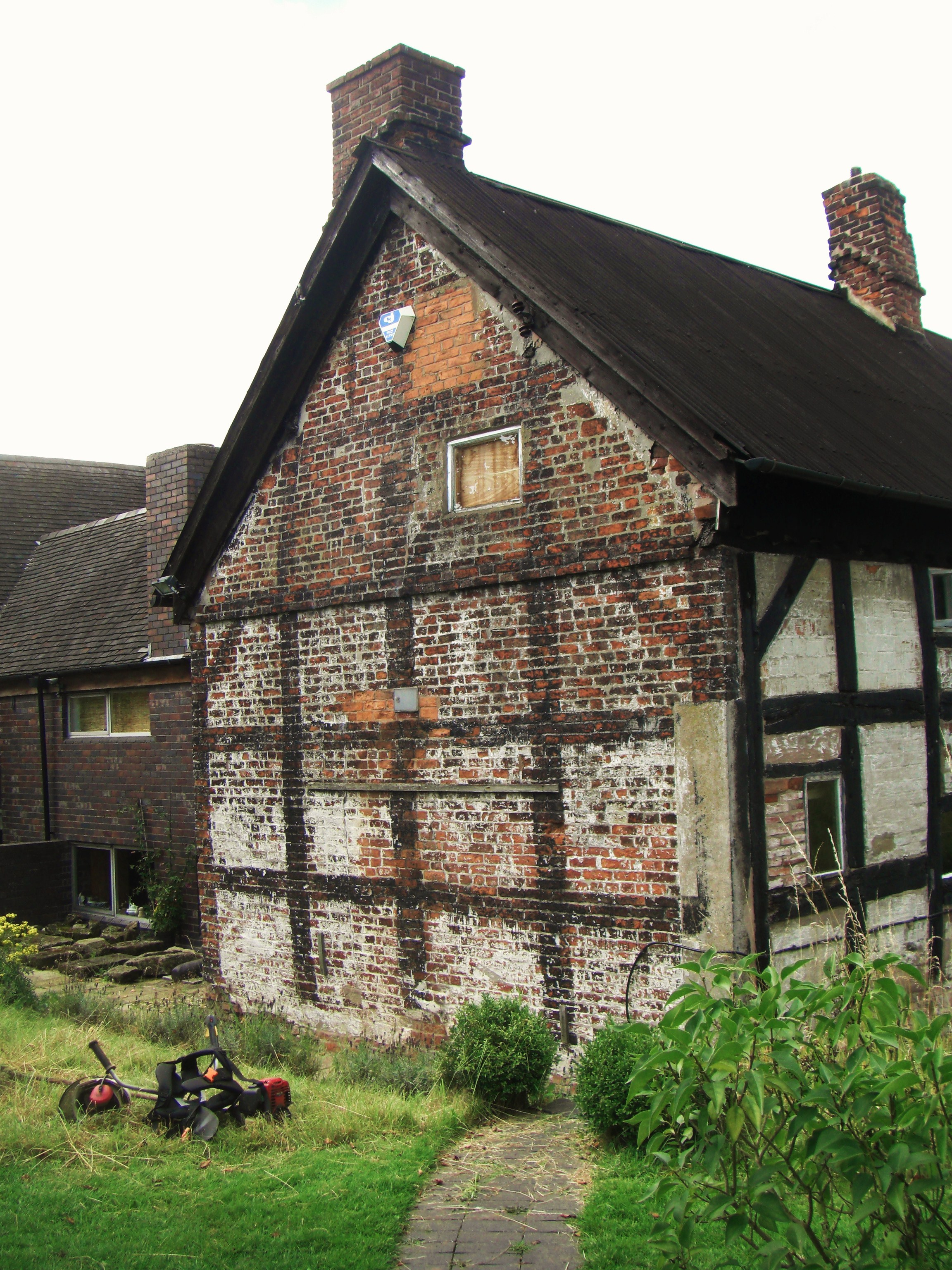
Huset Toad Hall där Garner skrev Den förtrollade stenen.

Alan Garner påbörjade arbetet med boken i september 1957 i det medeltida huset Toad Hall, beläget i Blackden, sju mil från Alderley Edge. Till boken hämtade han inspiration från nordisk mytologi, keltisk mytologi och Arturlegenden, men även från den inhemska berättelsen "Legenden från Alderley" som handlar om en kung vars sovande riddare ska en dag vakna för att rädda landet från ondska.